# Erwin Hufnagel
Erwin Hufnagel (* 21. Juli 1940 in Witten; † 10. Juni 2022) war ein deutscher Erziehungswissenschaftler. Von 1984 bis 2005 war er Hochschullehrer an der Johannes Gutenberg-Universität Mainz.

## Leben und Wirken
Hufnagel studierte von 1961 bis 1967 Philosophie, Pädagogik und Romanische Philologie an den Universitäten Saarbrücken und Bonn. Von 1968 bis 1972 war er in Betzdorf (Sieg) Lehrer im Schuldienst des Landes Rheinland-Pfalz, parallel dazu promovierte er mit dem Thema Zum Problem des Wollens, unter besonderer Berücksichtigung von Kant und Scheler bei Gerd Wolandt und Wolfgang Ritzel in Bonn. Anschließend wurde Hufnagel von 1972 bis 1982 Wissenschaftlicher Assistent mit Lehrauftrag am Institut für Erziehungswissenschaft der Universität Bonn. Die Habilitation erfolgte 1978 mit der Schrift Richard Hönigswalds Pädagogikbegriff: zur Verhältnisbestimmung von Philosophie und Pädagogik. In den Jahren 1980 bis 1983 übernahm er Lehrstuhlvertretungen in Mainz und an der RWTH Aachen.
Im Jahr 1984 erfolgte der Ruf auf den Lehrstuhl für Erziehungswissenschaft an der Johannes Gutenberg-Universität Mainz (Bollnow/Ballauff-Lehrstuhl), den er bis zu seiner Emeritierung 2005 innehatte. Als seine Forschungsschwerpunkte wählte er die historische und systematische Pädagogik. Von 1995 bis 1997 war er Dekan des damaligen Fachbereichs 11: Philosophie und Pädagogik.
International war Hufnagel in Kroatien aktiv. Eine Gastprofessur an der Universität Zagreb übernahm er 1995. Ab 1996 war er Leiter des Internationalen Philosophischen Symposions Verstehen und Auslegen in Zadar, von 1997 bis 2005 Leiter des Inter-University Centre (IUC)-Kurses Hermeneutik und Phänomenologie in Dubrovnik.

## Veröffentlichungen (Auswahl)

### Verfasser
- Zum Problem des Wollens unter besonderer Berücksichtigung von Kant und Scheler (Dissertationsschrift). Rheinische Friedrich-Wilhelms-Universität, Bonn 1972.
- Richard Hönigswalds Pädagogikbegriff: zur Verhältnisbestimmung von Philos. u. Pädag. (Habilitationsschrift). Bouvier, Bonn 1978, ISBN 978-3-416-01512-7.
- Konkrete Subjektivität: Studien zur Philosophie und Pädagogik (= Abhandlungen zur Philosophie, Psychologie und Pädagogik. Band 149). Bouvier, Bonn 1979, ISBN 978-3-416-01514-1.
- Pädagogische Theorien im 20. Jahrhundert. Haag und Herchen, Frankfurt/Main 1982, ISBN 978-3-88129-499-7.
- Der Wissenschaftscharakter der Pädagogik. Studien zur pädagogischen Grundlehre von Kant, Natorp und Hönigswald, Königshausen & Neumann, Würzburg 1990, ISBN 978-3-88479-488-3.
- Uvod u hermeneutiku. Hrvatska Sveučilišna Nakl., Zagreb 1993, ISBN 953-169-010-3 (kroatisch).
- Pädagogische Vorbildtheorien: Prolegomena zu einer pädagogischen Imagologie. Königshausen und Neumann, Würzburg 1993, ISBN 978-3-88479-841-6.
- Einführung in die Hermeneutik. Gardez!-Verlag, St. Augustin 2000, ISBN 978-3-89796-023-7.
- mit Matthias Ruppert (auch Hrsg.), Tarek Badawia, Helga Luckas: Ethos – Sinn – Wissenschaft: historisch-systematische Perspektiven einer philosophischen Pädagogik (Aufsatzsammlung, Festschrift für Erwin Hufnagel). Gardez!-Verlag, Remscheid 2005, ISBN 978-3-89796-158-6.
- Der Logos des Konkreten. Philosophisch-pädagogische Annäherungen an Wilhelm Dilthey und Max Scheler. Gardez!-Verlag, Remscheid 2010, ISBN 978-3-89796-214-9.

### Herausgeber
- mit Jure Zovko: Toleranz, Pluralismus, Lebenswelt (= Studia hermeneutica. Band 1, Konferenzschrift, Zadar 2001). Parerga, Berlin 2004, ISBN 978-3-937262-09-3.
- mit Jure Zovko: Globalisierung : Probleme der Postmoderne (= Studia hermeneutica. Band 4, Aufsatzsammlung). Parerga, Berlin 2006, ISBN 978-3-937262-48-2.